# Helmut Gulcz
Helmut Gulcz né le 8 décembre 1919 à Wuppertal et mort le 20 octobre 2006 à Wuppertal est un ancien joueur de tennis allemand.

## Palmarès

### Titres en simple
- 1948 :  Tournoi de Rheydt à  Mönchengladbach, bat  Rolf Goepfert (6-0, 6-2)
- 1948 :  Tournoi de Wuppertal, bat  Rolf Goepfert (8-6, 6-2)
- 1950 :  Tournoi de Stuttgart, bat  Jan Dostal (2-6, 6-3, 6-3, 6-1)
- 1950 :  Tournoi de Sarrebruck, bat  Gil De Kermadec (6-4, 6-4, 3-6, 6-4)

### Finales en simple
- 1948 :  German International Championships à Hambourg, perd contre  Gottfried von Cramm (6-4, 6-1, 4-6, 6-3)
- 1949 :  German National Championships à Wiesbaden, perd contre  Engelbert Koch (2-6, 2-6, 6-4, 7-5, 6-1)
- 1956 :  Tournoi de Bad Schwartau, perd contre  Josip Palada (6-1, 3-6, 6-2)
- 1956 :  Tournoi de Bad Nauheim, perd contre  Vladimir Petrović (6-2, 6-1)